# 1513 en science
| Années de la science : 1510 - 1511 - 1512 - 1513 - 1514 - 1515 - 1516    |
| Décennies de la science : 1480 - 1490 - 1500 - 1510 - 1520 - 1530 - 1540 |

Cet article présente les faits marquants de l'année 1513 en science.

## Événements

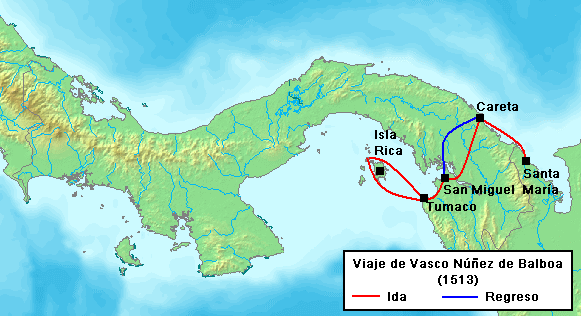
L'expédition de Balboa vers le Pacifique 1513 (aller en rouge, retour en bleu).

- 25 septembre : Vasco Núñez de Balboa découvre l'océan Pacifique[1] (appellation ultérieurement octroyée par Magellan en 1520), à l'issue de la traversée de l'isthme de Darién, à l'actuelle frontière de la Colombie et du Panamá.

- Entre 1512 et 1514 : Copernic rédige le Commentariolus (en) qui résume sa théorie héliocentriste. Il circule sous le manteau en manuscrit[2].
- Carte de Piri Reis. Dessinée sur une peau de gazelle par le cartographe ottoman Piri Reis, elle détaille les côtes occidentales de l'Afrique et les côtes orientales de l'Amérique du Sud[3].
- Martin Waldseemüller publie sa carte Tabula Terre Nove (Carte des nouvelles terres), dessinée par vers 1508. C'est la première carte spécifiquement consacrée au Nouveau Monde jamais publiée dans un atlas[4].

## Publications
- Eucharius Rösslin, Der Rosengarten, un manuel d'obstétrique principalement destiné aux sages-femmes écrit en allemand qui est largement traduit et diffusé en Europe[5].

## Naissances

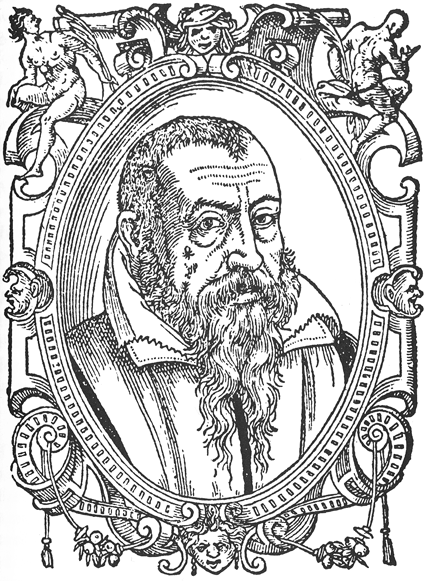
Jacques Daléchamps

- Jacques Daléchamps (mort en 1588), médecin, botaniste, philologue, et naturaliste français.